# Всесоюзные конференции АН СССР по ядерной физике
Всесоюзные конференции АН СССР по ядерной физике — научные мероприятия союзного уровня, посвящённые вопросам атомной физики, целью их проведения была координация работ между научными центрами.  
В работе также принимали участие исследователи, из других смежных дисциплинах, таких как геохимия, физическая химия, неорганическая химия и др. 
В научных мероприятиях участвовали как российские, так и зарубежные учёные.
Конференции широко освещались как научной прессе.
Специалисты выделяют вклад в науку конференций 1933, 1937 и 1940 годов.
Первая конференция, которую организовал Физико-технический институт, прошла 24—30 сентября 1933 года в Ленинграде. На конференции обсуждались вопросы физики атомного ядра и  космических лучей. На конференции были зачитаны доклады как советских, так и зарубежных учёных:
- «Нейтроны» — Ф. Жолио-Кюри, Париж;
- «Возникновение позитронов при материализации фотонов и превращении ядер» — Ф. Жолио-Кюри, Париж;
- «Структурные элементы атомных ядер» — Ф. Перен, Париж;
- «Модель ядра и его структурные элементы» — Д. Д. Иваненко, Ленинград;
- «Проблемы космических лучей» — Д. В. Скобельцын, Ленинград;
- «Теория позитрона» — П. А. М. Дирак, Кембридж;
- «Сверхтонкое строение спектральных линий и свойства атомных ядер» — С. Э. Фриш, Ленинград;
- «Об определении магнитных моментов ядер по сверхтонкому строению спектральных линий» — Ф. Разетти, Рим;
- «Расчёт ядерных уровней в модели прямоугольной ямы» — Г. А. Гамов, Ленинград;
- «Расщепление ядер» — А. И. Лейпунский, Харьков;
- «Методы получения быстрых ионов и электронов» — К. Д. Синельников, Харьков;
- «Аномальное рассеивание γ-лучей» — Л. Х. Грей, Лондон.

На конференции 1940 года был представлен доклад о делении тяжёлых ядер И. В. Курчатова, что являлось прорывом в решении практического вопроса осуществления цепной ядерной реакции в уране. 
Он вместе с группой учеников разработал теоретическое обоснование процесса как с замедлителем, так и без него.